# Indijski orah
Indijski orah ili indijski oraščić (lat. Anacardium occidentale) biljka je iz porodice Anacardium, koja potječe iz Južne Amerike, točnije iz obalnih područja sjeveroistočnog Brazila. 
Indijske orahe u Indiju donijeli su Portugalci i danas je Indija uz Obalu Bjelokosti njegov najveći proizvođač. Ostale države u vrhu po proizvodnji indijskoga oraha su: Burundi, Vijetnam, Filipini, Tanzanija, Benin, Mali, Gvineja Bisau i Brazil. Sjemenke indijskoga oraha imaju oblik bubrega veličine do 3 cm, a rastu na plodu poznatom kao indijska ili kešu jabuka, kažuja. Svaki plod ima na svom donjem dijelu jedno sjeme. Plod indijskoga oraha u obliku je kruške i dugačak je 7 do 15 cm. Plodovi se mogu obložiti žutom ili crvenkastom kožicom (ovisno o sorti) ispod koje se nalazi voćna pulpa od koje se radi sok bogat vitaminom C. Plodovi indijskih oraha imaju pet puta više vitamina C od naranče. Bogat je i vitaminom K, folnom kiselinom, magnezijem, kalcijem, cinkom, selenom, fosforom, bakrom, antioksidansima i mononezasićenim mastima.
Indijski orah može se jesti sirov, pečen ili pržen s maslacem i solju. Slatkastoga je okusa i mirisa, u prehrani se može koristiti kao međuobrok ili kao dodatak i začin raznim jelima (piletina s indijskim oraščićima, maslac od oraha, salate, kaša, kolači, sladoled itd.).
Indijski orasi popularni su izvor grickalica i hrane. Za razliku od ostalih masnih orašastih plodova, sadrži škrob do oko 10% svoje težine. To ga čini učinkovitijim od ostalih orašastih plodova u zgušnjavanju jela na bazi vode, poput juha, variva od mesa i nekih slastica na bazi indijskoga mlijeka. Mnoge kuhinje jugoistočne i južne Azije koriste indijske oraščiće zbog ove karakteristike, umjesto ostalih orašastih plodova.
Budući da je ljuska indijskog oraha otrovna, uklanja se prije nego što se proda potrošačima.

## Galerija
- Sjeme indijskih oraščića
- Slikovni prikaz
- Stablo
- Cvijet